# Giovanni d'Aragona (conte di Ribagorza)
Giovanni d'Aragona detto Giovanni di Ripacorsa o Ribagorza (in spagnolo Juan de Aragón y de Jonqueras, in catalano Joan d'Aragó; Benabarre, 27 marzo 1457 – Monzón, 5 luglio 1528) è stato un politico spagnolo, fu conte di Ribagorza dal 1485 al 1512, terzo viceré aragonese di Napoli dal 1507 al 1509, presidente della Generalitat de Catalunya dal 1512 al 1514 e primo duca di Luna dal 1512 fino alla sua morte, fu anche cavaliere dell'ordine degli Ospitalieri di San Giovanni di Gerusalemme.

## Origine
Secondo Don Alonso de Aragón, la "espada" o "lanza" de Juan II, Juan de Aragón nacque a Benabarre il 27 marzo 1547 ed era figlio del Conte di Ribagorza, primo Duca di Villahermosa, conte di Cortes e maestro dell'Ordine militare di Calatrava, Alfonso de Aragón y de Escobar e di un'amante, María Junquers, figlia di Mosen Gregorio de Junquers, castellano di Roses.

Secondo Una personificación del ideal caballeresco en el medievo tardío: Don Alonso de Aragón, Alfonso de Aragón y de Escobar era il figlio del re di Navarra, re di Aragona, Valencia, Sardegna, Maiorca e di Sicilia, re titolare di Corsica, conte di Barcellona e delle contee catalane, Giovanni II il Grande d'Aragona e di un'amante, Eleonora di Escobar, che, ancora secondo Una personificación del ideal caballeresco en el medievo tardío: Don Alonso de Aragón era una nobile discendente da una famiglia che era ricevuta alla corte del regno di Castiglia.

## Biografia
Secondo la Historia del condado de Ribagorza, Juan nacque a Benabarre,  27 marzo 1457.
Juan fu allevato assieme allo zio, Ferdinando il Cattolico (essendo suo padre, Alfonso de Aragón y de Escobar, fratellastro di Ferdinando), che era più vecchio di Juan di cinque anni e godette sempre della sua fiducia.

All'età di 14 anni già combatteva valorosamente, agli ordini di suo padre, Alfonso
Dal 1496 al 1506, Juan fu luogotenente del Principato di Catalogna.

Negli anni precedenti, per un certo periodo, Tomás de Torquemada, primo Grande inquisitore dell'Inquisizione spagnola, era stato suo segretario.
Nel 1507 fu designato a reggere il vicereame di Napoli, secondo la politica regia dell'epoca di restituire le alte cariche italiane nelle mani dei sudditi della corona catalano-aragonese; giunse a Napoli succedendo a Giovanna, vedova di Ferrante, inviata dalla Spagna per coprire il vuoto creatosi in seguito al richiamo in patria di Consalvo di Cordova, primo viceré e che resse l'incarico per un breve periodo.
Iniziò il suo governo con l'aiuto di tre consiglieri: il conte di Santa Severina, Andrea Carafa, il conte di Monteleone, Ettore I Pignatelli e il Conte di Cariati, Michele Riccio.
Nel 1508 combatté le scorrerie piratesche di Margaregio che imperversavano sulle coste calabresi, riuscendo a far catturare il pirata e a farlo giustiziare.
Indisse un parlamento con l'obiettivo principale di chiedere una donazione di 300.000 ducati alla città e domò la rivolta sediziosa che alcuni esponenti del popolo indissero per la mancanza di pane il 18 giugno 1508, sebbene fu forse proprio a motivo della sua mancanza di polso in quella occasione che fu rimosso dall'incarico e richiamato in patria dal sovrano.
Ha ricoperto la carica fino al 1509, quando è tornato in Catalogna. Lasciò Napoli l'8 ottobre 1509 per cedere il posto ad un luogotenente generale, Antonio de Guevara, II conte di Potenza.

Durante il viaggio di ritorno in Spagna fece visita al papa Giulio II, che lo ricevette con tutti gli onori.
Ferdinando il Cattolico aderì alla Lega di Cambrai che dichiarò guerra alla repubblica di Venezia, per riacquisire i porti della Puglia che erano passati alla Serenissima dopo la battaglia di Fornovo. Juan ebbe una posizione di comando nell'esercito comandato da Fabrizio Colonna e riportò entro i confini napoletani i principali porti della Puglia, tra cui Trani e Brindisi.
Eletto presidente della Generalitat de Catalunya come castigliano di Amposta nel 1512, fu nominato lo stesso anno, successivamente, luogotenente del Principato, capitano generale e luogotenente generale del Corona catalano-aragonese (l'unione delle due cariche in una persona era allora una novità). Prestò giuramento il primo febbraio 1513 e tenne l'incarico per circa un anno.
In quello stesso anno (1512) Juan era stato creato primo duca di Luna, da suo zio, Ferdinando II, e contemporaneamente aveva ceduto il titolo di conte di Ribagorza al figlio, Alfonso.

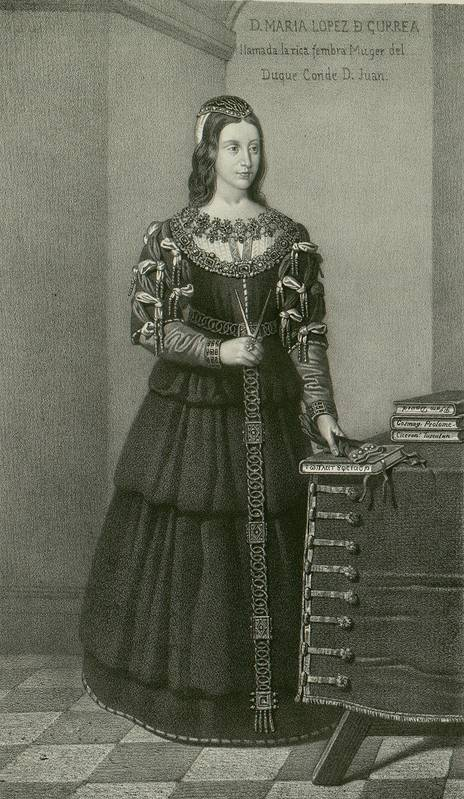
Ritratto di María López de Gurrea, detta ricca femmina di Aragona.

Juan, ultra-sessantenne, fu altresì tenuto in grande considerazione dal nuovo re e poi imperatore, Carlo V d'Asburgo, pur non essendo più in grado, per via degli acciacchi dovuti all'età, di partecipare alle campagne militari.
L'abate di Montserrat Pedro de Burgos gli scrisse sotto forma di lettera, nel 1514, la Historia y milagros de la Virgen de Montserrat.
Ancora nel 1524, prese parte alla difesa della contea di Ribagorza contro truppe francesi.
Juan morì a Monzón, dove partecipava ad una riunione delle cortes, il 5 luglio 1528, dove fu inumato nella cattedrale di Santa Maria del Romeral; i suoi resti poi furono trasferiti nel monastero di Montserrat, in una tomba rinascimentale in marmo, che aveva commissionato a Napoli nel 1508.

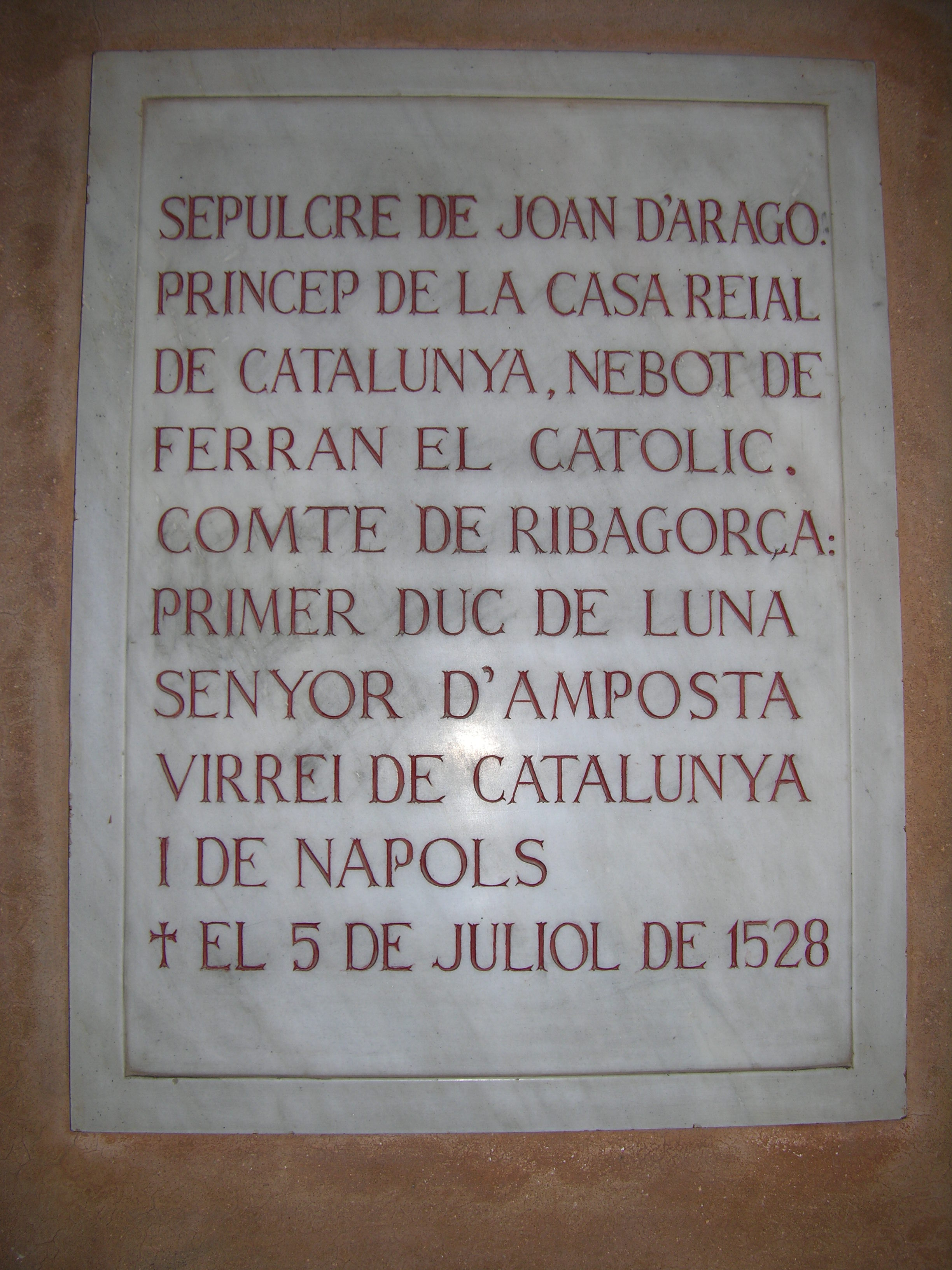
Lapide della tomba di Giovanni d'Aragona a Montserrat

## Matrimonio e discendenza
Il 24 giugno 1479, aveva sposato, María López de Gurrea Torrellas, detta ricca femmina di Aragona, come da volere testamentario di suo nonno, il re Giovanni II il Grande d'Aragona
Juan da Maria ebbe cinque figli:
- Maria (1483 – † giovane);
- Juan (1484 – † giovane);
- Diego (1486 – † giovane);
- Alfonso Conte di Ribagorza[6];
- Anna (1490 – † giovane).

Da una o più amanti di cui non si conoscono né i nomi né gli ascendenti ebbe due figli:
- Juan (†  1539);
- Juana (†  1580).

## Ascendenza
|                                                  |   |                              | Genitori                     |  |  | Nonni |  |  | Bisnonni                         |  |  | Trisnonni                      |  |
|                                                  |   |                              |                              |  |  |       |  |  | Ferran I, re d'Aragona e Sicilia |  |  | Juan I, re di Castiglia e León |  |
|                                                  |   |                              |                              |  |  |       |  |  | Ferran I, re d'Aragona e Sicilia |  |  | Juan I, re di Castiglia e León |  |
|                                                  |   | Elionor d'Aragó i de Sicília |                              |  |  |       |  |  | Ferran I, re d'Aragona e Sicilia |  |  |                                |  |
| Joan II, re d'Aragona                            |   |                              |                              |  |  |       |  |  | Ferran I, re d'Aragona e Sicilia |  |  |                                |  |
|                                                  |   | Leonor de Alburquerque       | Sancho, conte d'Alburquerque |  |  |       |  |  |                                  |  |  |                                |  |
|                                                  |   | Leonor de Alburquerque       | Sancho, conte d'Alburquerque |  |  |       |  |  |                                  |  |  |                                |  |
|                                                  |   | Leonor de Alburquerque       | Beatriz de Portugal          |  |  |       |  |  |                                  |  |  |                                |  |
| Alfons d'Aragó i d'Escobar, duca di Villahermosa |   | Leonor de Alburquerque       |                              |  |  |       |  |  |                                  |  |  |                                |  |
|                                                  |   | Alfonso Rodríguez de Escobar | …                            |  |  |       |  |  |                                  |  |  |                                |  |
|                                                  |   | Alfonso Rodríguez de Escobar | …                            |  |  |       |  |  |                                  |  |  |                                |  |
|                                                  |   | Alfonso Rodríguez de Escobar | …                            |  |  |       |  |  |                                  |  |  |                                |  |
| Leonor de Escobar                                |   | Alfonso Rodríguez de Escobar |                              |  |  |       |  |  |                                  |  |  |                                |  |
|                                                  |   | …                            | …                            |  |  |       |  |  |                                  |  |  |                                |  |
|                                                  |   | …                            | …                            |  |  |       |  |  |                                  |  |  |                                |  |
|                                                  |   | …                            | …                            |  |  |       |  |  |                                  |  |  |                                |  |
| Joan d'Aragó i Jonqueres, conte di Ribagorza     |   | …                            |                              |  |  |       |  |  |                                  |  |  |                                |  |
|                                                  | … | …                            |                              |  |  |       |  |  |                                  |  |  |                                |  |
|                                                  | … | …                            |                              |  |  |       |  |  |                                  |  |  |                                |  |
|                                                  | … | …                            |                              |  |  |       |  |  |                                  |  |  |                                |  |
| Mosen Gregorio de Junquers                       | … |                              |                              |  |  |       |  |  |                                  |  |  |                                |  |
|                                                  |   | …                            | …                            |  |  |       |  |  |                                  |  |  |                                |  |
|                                                  |   | …                            | …                            |  |  |       |  |  |                                  |  |  |                                |  |
|                                                  |   | …                            | …                            |  |  |       |  |  |                                  |  |  |                                |  |
| María Junquers                                   |   | …                            |                              |  |  |       |  |  |                                  |  |  |                                |  |
|                                                  |   | …                            | …                            |  |  |       |  |  |                                  |  |  |                                |  |
|                                                  |   | …                            | …                            |  |  |       |  |  |                                  |  |  |                                |  |
|                                                  |   | …                            | …                            |  |  |       |  |  |                                  |  |  |                                |  |
| …                                                |   | …                            |                              |  |  |       |  |  |                                  |  |  |                                |  |
|                                                  |   | …                            | …                            |  |  |       |  |  |                                  |  |  |                                |  |
|                                                  |   | …                            | …                            |  |  |       |  |  |                                  |  |  |                                |  |
|                                                  |   | …                            | …                            |  |  |       |  |  |                                  |  |  |                                |  |
|                                                  |   | …                            |                              |  |  |       |  |  |                                  |  |  |                                |  |